# Sardan
Sardan é uma comuna francesa na região administrativa de Occitânia, no departamento de Gard. Estende-se por uma área de 6,24 km². Em 2010 a comuna tinha 320 habitantes (densidade: 51,3 hab./km²).